# Ryszard Jany
Ryszard Jany (ur. 13 lipca 1954 we Wrocławiu, zm. 25 stycznia 2014 tamże) – polski żużlowiec.
Przez całą sportową karierę (1973–1985) reprezentował barwy klubu Sparta Wrocław. Trzykrotnie startował w finałach mistrzostw Polski par klubowych, zdobywając 2 srebrne (Leszno 1975, Gdańsk 1976) oraz brązowy (Chorzów 1978) medal. Był również finalistą młodzieżowych indywidualnych mistrzostw Polski (Tarnów 1974 – V miejsce) oraz indywidualnych mistrzostw Polski (Częstochowa 1975 – VI miejsce).
Został pochowany na Cmentarzu Świętej Rodziny we Wrocławiu.

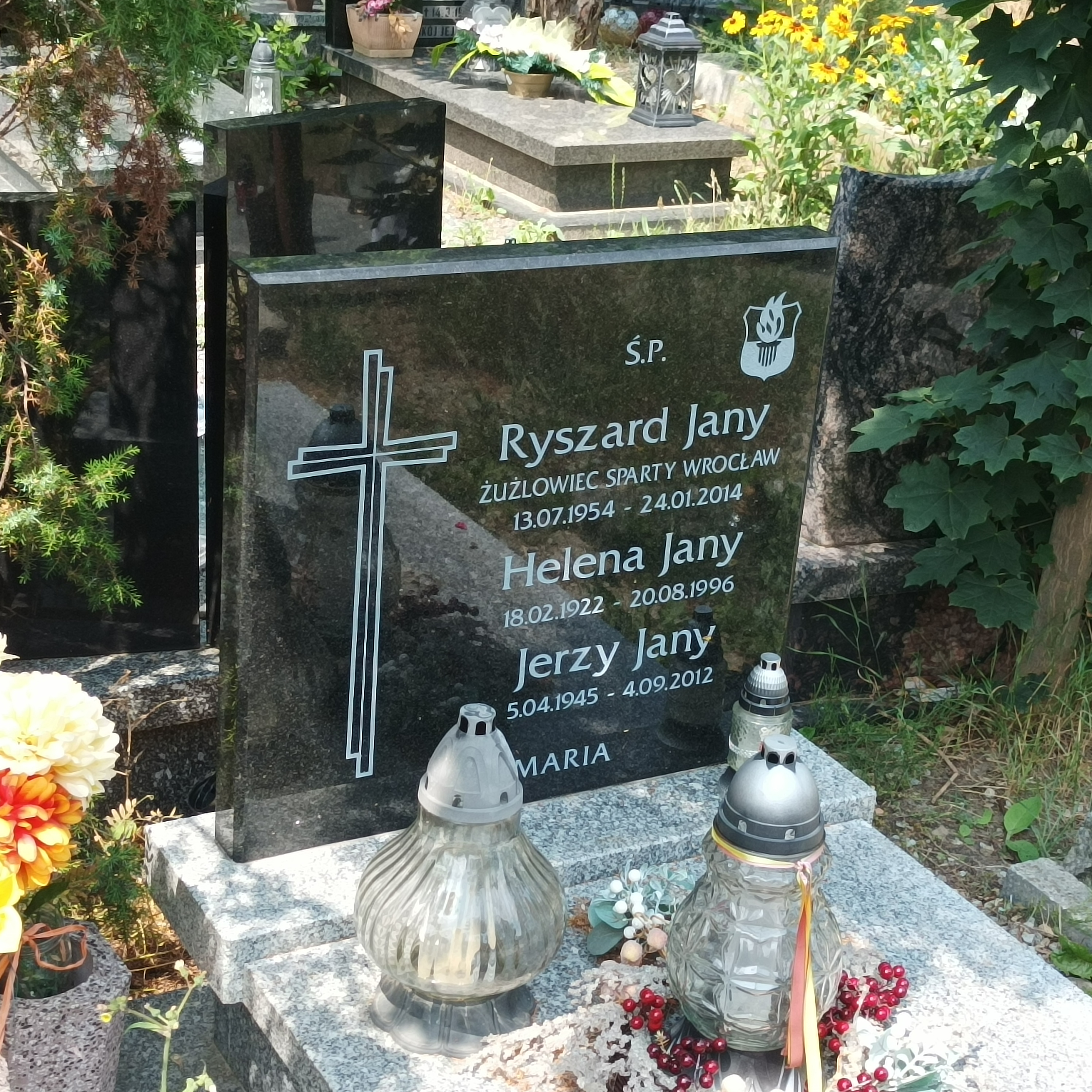
Zdjęcie grobu na Cmentarzu Świętej Rodziny